# Непряхіно (Челябінська область)
Непряхіно (рос. Непряхино) — село у Чебаркульському районі Челябінської області Російської Федерації.
Входить до складу муніципального утворення Непряхинське сільське поселення. Населення становить 655 осіб (2010).

## Історія
Від 1935 року належить до Чебаркульського району Челябінської області.
Згідно із законом від 16 листопада 2004 року органом місцевого самоврядування є Непряхинське сільське поселення.

## Населення
| 2002 | 2010 |
| ---- | ---- |
| 517  | ↗655 |